# آلان لامبرت
آلان لامبرت (بالفرنسية: Alain Lambert)‏ هو سياسي فرنسي، ولد في 20 يوليو 1946 في ألونسون في فرنسا. حزبياً، نشط في الاتحاد من أجل حركة شعبية والاتحاد من أجل الديمقراطية الفرنسية.

## مناصب
- انتخب عضو المجلس العام  [لغات أخرى]‏.
- انتخب عضو مجلس الشيوخ الفرنسي.
- انتخب عضو مجلس جهوي.
- انتخب رئيس بلدية [الإنجليزية]‏ ألونسون (24 مارس 1989 – 7 مايو 2002).